# Trioza viridis
Trioza viridis är en insektsart som beskrevs av Crawford 1910. Trioza viridis ingår i släktet Trioza och familjen spetsbladloppor. Inga underarter finns listade i Catalogue of Life.